# Чешская экстралига

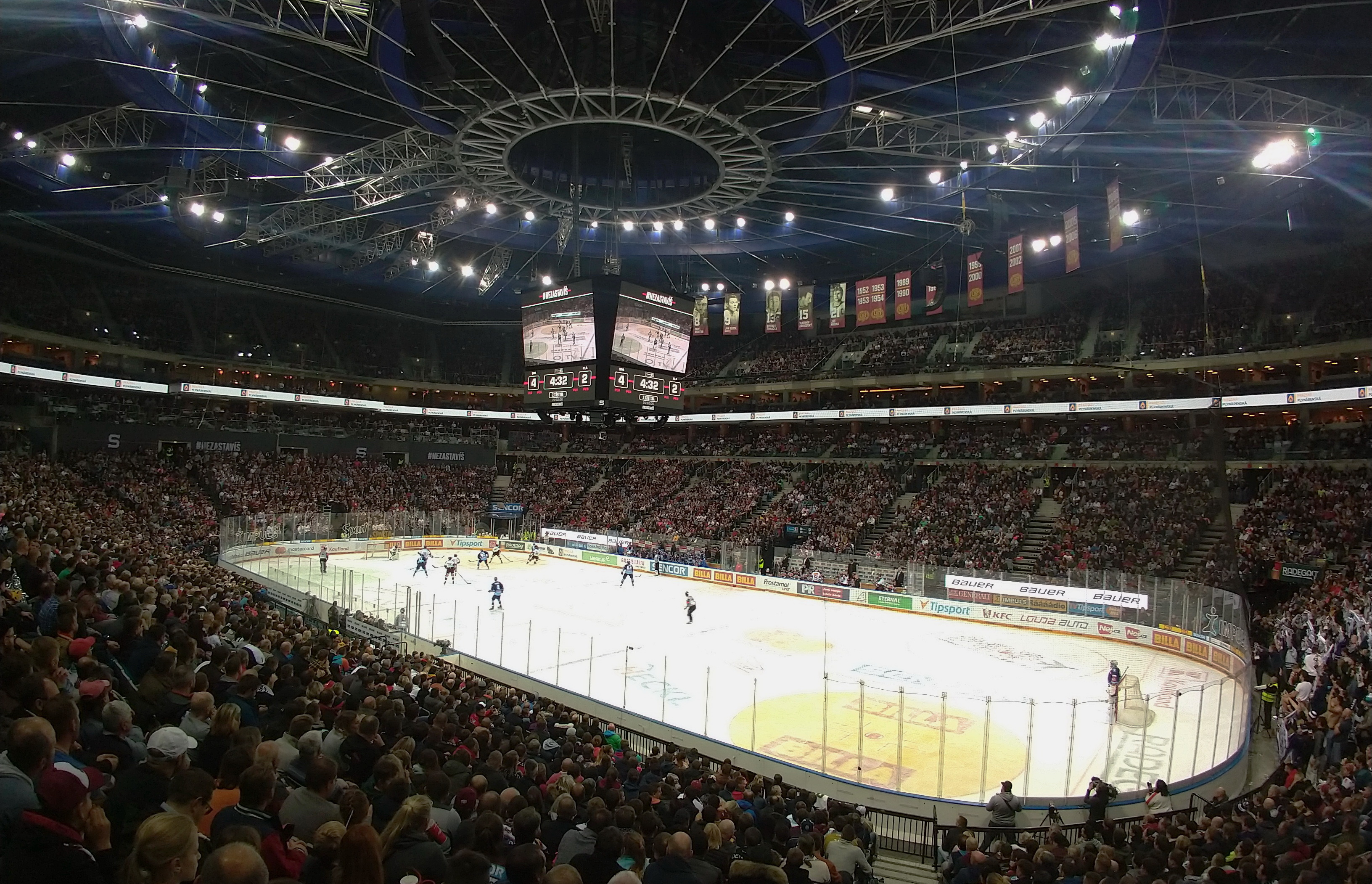
Матч Чешской Экстралиги на О2 арене

Чешская экстралига — сильнейшая чешская хоккейная лига. Образовалась в 1993 году после распада Чехословакии.
В названии лиги традиционно присутствует имя генерального спонсора, поэтому от сезона к сезону название может изменяться. Так сезоне 1999—2000 лига называлась Старопрамен Экстралига, в сезонах 2000—2001 и 2001—2002 — Чешский Телеком Экстралига, с сезона 2003—2004 по 2005-06 — Типспорт Экстралига, в сезонах 2006—2007 — 2009—2010 — O2 Экстралига. С сезона 2010—2011 — вернулось название Типспорт Экстралига.

## Формат
В лиге играют 14 команд. Первые 10 выходят в плей-офф, где разыгрывают звание Чемпиона Чехии по хоккею с шайбой. Команды, занявшие после регулярного сезона места с 7-го по 10-е, играют предварительный раунд («предчетвертьфинал»). В серии из пяти матчей (до трех побед) они выясняют кто присоединится в четвертьфинале к первым шести командам. Далее плей-офф состоит из матчей до 4 побед (максимум семиматчевая серия).
Занявшая последнее место команда проводит серию матчей с командой занявшей 1-е место в 1 лиге. Победитель серии на следующий сезон играет в Экстралиге.

## Команды в сезоне 2024/25
| Команда                     | Город           | Арена                       | Вместимость | Место в 2023/24 |
| --------------------------- | --------------- | --------------------------- | ----------- | --------------- |
| Банеш Мотор Ческе-Будеёвице | Ческе-Будеёвице | Будвар Арена                | 5870        | 6               |
| Били Тигржи Либерец         | Либерец         | Хоум Кредит Арена           | 7500        | 7               |
| БК Млада-Болеслав           | Млада-Болеслав  | Шко-Энерго Арена            | 4200        | 13              |
| Маунтфилд ХК                | Градец-Кралове  | ČPP Арена                   | 6890        | 8               |
| Рытиржи Кладно              | Кладно          | ČEZ стадион                 | 5200        | 14              |
| ХК ВЕРВА Литвинов           | Литвинов        | Зимний стадион Ивана Глинки | 6011        | 4               |
| ХК Витковице Ридера         | Острава         | Остравар Арена              | 9833        | 9               |
| ХК Динамо Пардубице         | Пардубице       | Энтерия Арена               | 10194       | 2               |
| ХК Комета Брно              | Брно            | Виннинг Груп Арена          | 7700        | 5               |
| ХК Оломоуц                  | Оломоуц         | Зимний стадион Оломоуц      | 5500        | 10              |
| ХК Оцеларжи Тршинец         | Тршинец         | Верк Арена                  | 5400        | 1               |
| ХК Спарта Прага             | Прага           | O2 Арена                    | 17383       | 3               |
| ХК Шкода Пльзень            | Пльзень         | ЛОГСПИД ЧЗ Арена            | 8236        | 12              |
| ХК Энерги Карловы Вары      | Карловы Вары    | КВ Арена                    | 5874        | 11              |

## Чемпионы
| - 1994 Оломоуц - 1995 Всетин - 1996 Всетин - 1997 Всетин - 1998 Всетин - 1999 Всетин - 2000 Спарта - 2001 Всетин - 2002 Спарта - 2003 Славия - 2004 Злин - 2005 Пардубице - 2006 Спарта - 2007 Спарта | - 2008 Славия - 2009 Карловы Вары - 2010 Пардубице - 2011 Оцеларжи Тршинец - 2012 Пардубице - 2013 Пльзень - 2014 Злин - 2015 Литвинов - 2016 Били Тигржи Либерец - 2017 Комета Брно - 2018 Комета Брно - 2019 Оцеларжи Тршинец - 2020 плей-офф не играли из-за пандемии COVID-19 - 2021 Оцеларжи Тршинец - 2022 Оцеларжи Тршинец - 2023 Оцеларжи Тршинец - 2024 Оцеларжи Тршинец - 2025 Комета Брно |

## Трофеи и награды
- Чемпион Чешской Республики — победитель плей-офф.
- Кубок Президента Чешского хоккейного союза — победитель регулярного чемпионата.
- Хоккеист сезона — лучший хоккеист сезона. Победитель определяется голосованием болельщиков. Вручается с 1996 года.
- Лучший игрок плей-офф — лучший хоккеист плей-офф. Приз газеты «Млада фронта ДНЕС». Вручается с 1988 года.
- Лучший бомбардир регулярного чемпионата
- Золотой шлем — вручается с 2000 года.
- Лучший игрок матча — хоккеист, чаще других становившийся игроком матча в регулярном чемпионате. Приз интернет-портала чешского хоккея Hokej.cz. Вручается с 2010 года.
- Лучший снайпер
- Лучший защитник
- Лучший вратарь
- Лучший тренер
- Лучший новичок
- Джентльмен — хоккеист, продемонстрировавший образец честной игры.
- Лучший судья